# 최정원 (1981년 5월)
최정원(崔正元, 1981년 5월 1일 ~ )은 대한민국의 배우이다. 1999년 댄스 그룹 브론즈(Bronz)로 데뷔하였고, 이듬해에 UN으로 데뷔하였다.

## 학력
- 서울세검정초등학교
- 청운중학교
- 경복고등학교
- 경기대학교 다중매체영상학과

## 음반

### 브론즈
- 1999년 The First Days Of Bronz

### UN
- 2000년 United N-Generation
- 2001년 Traveling You
- 2002년 Extreme Happiness
- 2003년 (Sweet & Strong) : Kim Jung Hoon + Choi Jung Won
- 2004년 Reunion
- 2005년 Seventy Five Centimeter
- 2005년 어쩌면 (싱글)
- 2006년 Good Bye & Best : 유엔의 마지막 이야기

### 솔로
- 2008년 싱글 Sunshine on Summer Time

### 참여앨범
- 2012년 《선녀가 필요해 OST》

## 출연작

### 드라마·예능
| 연도 | 방송사   | 제목                                               | 배역                   | 비고         |
| ---- | -------- | -------------------------------------------------- | ---------------------- | ------------ |
| 2003 | MBC      | 강호동의 천생연분                                  | 출연                   |              |
| 2003 | KBS2     | 뮤직뱅크                                           | 진행                   |              |
| 2003 | MBC FM   | 최정원의 감성시대                                  | 진행                   |              |
| 2004 | MBC      | 아가씨와 아줌마 사이                               | 둘째 아들              | 19부작       |
| 2005 | MBC      | 떨리는 가슴                                        | 정현                   | 12부작       |
| 2005 | SBS      | 일요일이 좋다 대결! 반전드라마 - 바람둥이 길들이기 | 출연                   | 59회         |
| 2005 | SBS      | 일요일이 좋다 대결! 반전드라마 - 마술사의 인형     | 출연                   | 83회         |
| 2005 | SBS      | 한뼘드라마 - 나의 사랑 클레멘타인                  |                        |              |
| 2006 | SBS      | 무적의 낙하산 요원                                 | 최선                   | 16부작       |
| 2008 | MBC 게임 | 학원 본좌전                                        | 진행                   |              |
| 2012 | KBS2     | 선녀가 필요해                                      | 금모래                 | 100부작      |
| 2013 | MBC      | 기황후                                             | 공민왕                 | 51부작       |
| 2014 | tvN      | 마이 시크릿 호텔                                   | 유시찬                 | 16부작       |
| 2014 | KBS2     | 힐러                                               | 이준빈                 | 특별출연     |
| 2015 | SBS      | 떴다! 패밀리                                       | 한상우                 | 20부작       |
| 2015 | MBC      | 딱 너 같은 딸                                      | 안진봉                 | 120부작      |
| 2015 | SBS      | 너를 사랑한 시간                                   | 주호준                 | 16부작       |
| 2016 | KBS2     | 우리동네 예체능 - 양궁편                           | 출연                   | 171~173회    |
| 2016 | KBS1     | 빛나라 은수                                        | 윤수현                 | 125부작      |
| 2017 | MBC      | 당신은 너무합니다                                  | 임철우                 | 50부작       |
| 2017 | MBC      | 일밤 - 미스터리 음악쇼 복면가왕                    | 오빠차 뽑았다! 캠핑카! | 113~114회    |
| 2017 | MBC      | 보그맘                                             | 한영철                 | 12부작       |
| 2018 | MBN      | 설렘주의보                                         | 황재민                 | 특별출연     |
| 2020 | KBS joy  | 무엇이든 물어보살                                  | 전소민과 동반출연      | 83회         |
| 2021 | JTBC     | 선배 그 립스틱 바르지 마요                         | 류한서                 | 16부작       |
| 2022 | KBS2     | 커튼콜                                             | 효진의 남편            | 2회 특별출연 |

### 영화
- 《나의 이름》 (2020년) - 모철우 역

### 뮤직비디오
- 2013년 백기웅 - 그립니다
- 2014년 40(포티) - Black(블랙) (feat. Swings(스윙스)

### 뮤지컬
- 2008년 《색즉시공》

### CF
- 2003년 롯데제과 아트라스

## 수상 및 후보
| 연도 | 시상식       | 부문                | 작품     | 결과 |
| ---- | ------------ | ------------------- | -------- | ---- |
| 2003 | KBS 연예대상 | 진행부문 남자신인상 | 뮤직뱅크 | 후보 |